# Rue Fourcade
Pour les articles homonymes, voir Fourcade et Rue Fourcade (Toulouse).
La rue Fourcade est une voie du 15e arrondissement de Paris, en France.

## Situation et accès

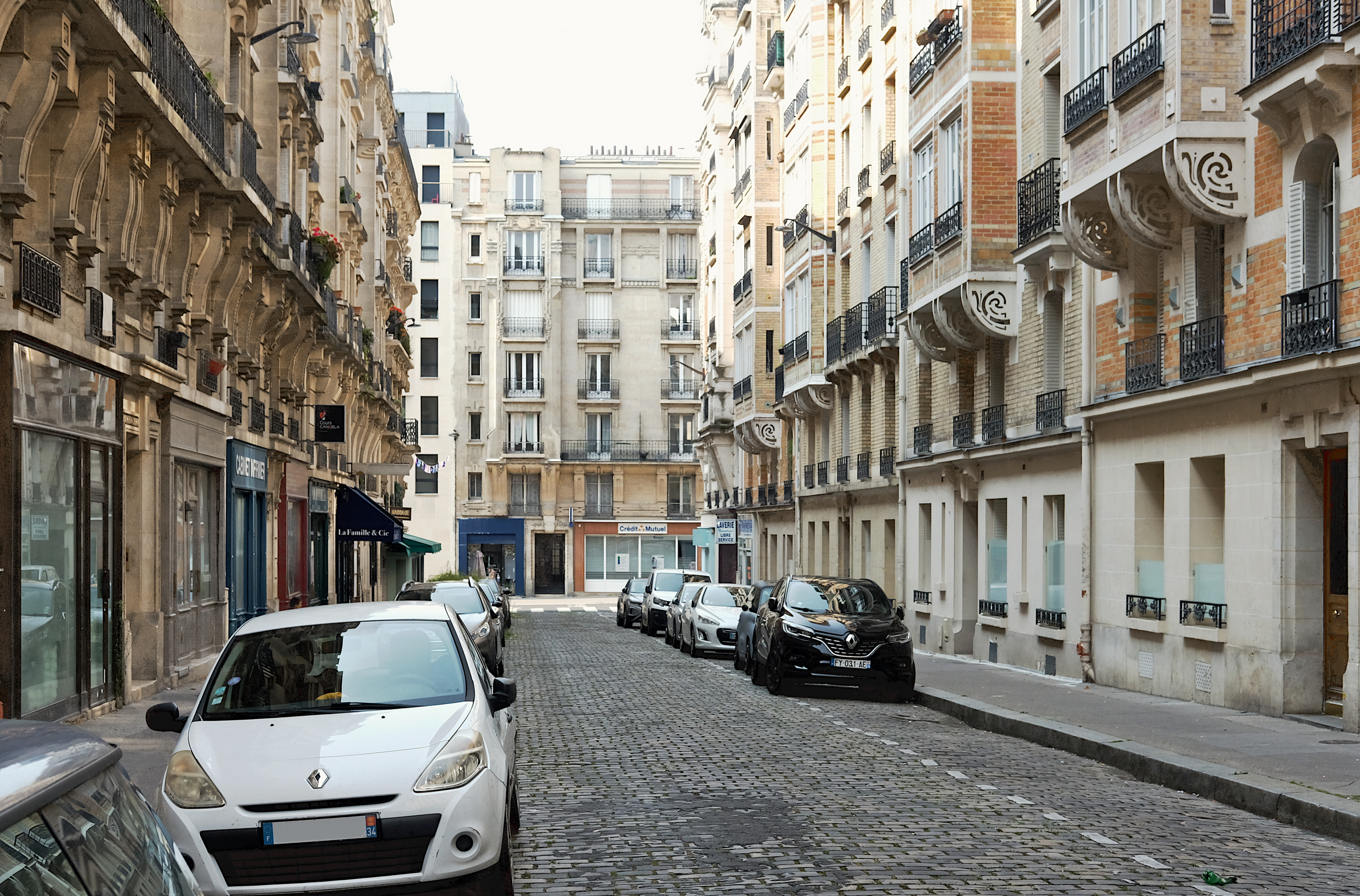
La rue Fourcade depuis la rue Olivier-de-Serres.

La rue Fourcade est une voie publique située dans le 15e arrondissement de Paris. Elle débute au 331 bis-333, rue de Vaugirard et se termine au 4, rue Olivier-de-Serres.

## Origine du nom
Cette voie est nommée d'après l'industriel et philanthrope Jacques Alphonse Fourcade (1811-1890) qui était propriétaire des terrains sur lesquels elle a été ouverte. Elle reprend le nom précédent de la "Rue Jeanne-Hachette".

## Historique
Cette voie, créée sous sa dénomination actuelle en 1905, est classée dans la voirie parisienne par décret du 2 juillet 1909.

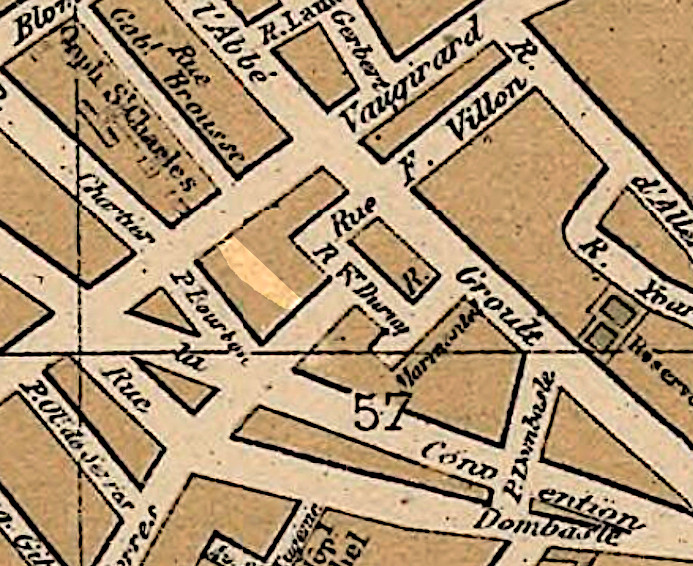
Emplacement de la future rue Fourcade (pastille claire) sur le plan Hachette de 1899.
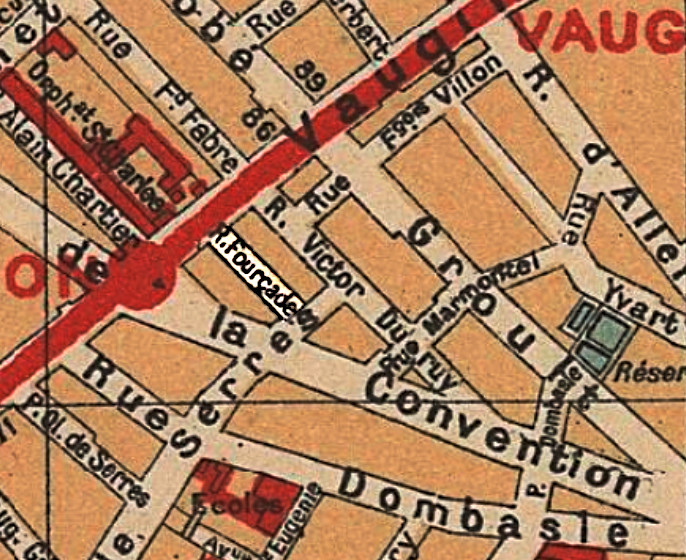
La nouvelle rue Fourcade sur le plan Hachette de 1916.